# Don Timoteo
Don Timoteo es una murga uruguaya creada en la década de 1940. Ganó el primer premio en el concurso oficial de carnaval de Montevideo seis ocasiones: 1963, 1966, 1974, 1986, 2014 y 2017.

## Reseña
La murga Don Timoteo perteneció a Wellington Pérez Méndez (Willy), quien la llevó al primer lugar en 1986.
En 2013 el nombre de la murga es obtenido por los exjugadores de fútbol Álvaro Recoba y Antonio Pacheco (ya que por un tema de derechos no pudieron volver a concursar con el nombre Asaltantes con Patente en el carnaval 2014). La integraron componentes como Rafael Cotelo (ex Agarrate Catalina) y Martín Angiolinni (ex Curtidores de hongos) con el cual obtienen el 1er premio en la categoría de murgas. En 2017 la murga agrega a su grupo (tras la salida del director escénico Martín Angiolinni y el cupletero Pablo Aguirrezabal) a Pitufo Lombardo y a Marcel Keoroglian tras estar 10 años sin salir en carnaval.

### Posiciones
Posiciones obtenidas en el concurso oficial desde 1993
| 1993 | 1994 | 1995 | 1996 | 1997 | 1998 | 1999 | 2000 | 2001 | 2002 | 2003 | 2004 | 2005 | 2006 | 2007 | 2008 | 2009 |
| ---- | ---- | ---- | ---- | ---- | ---- | ---- | ---- | ---- | ---- | ---- | ---- | ---- | ---- | ---- | ---- | ---- |
| ...  | 13°  | ...  | 10°  | 2°   | 11°  | 13°  | ...  | 24°  | 22°  | n/a  | ...  | ...  | ...  | ...  | ...  | 21°  |

| 2010 | 2011 | 2012 | 2013 | 2014 | 2015 | 2016 | 2017 |
| ---- | ---- | ---- | ---- | ---- | ---- | ---- | ---- |
| ...  | ...  | ...  | ...  | 1°   | 5°   | 5°   | 1º   |

     Obtuvieron el 1er premio.
     No accedieron a la liguilla.
     No accedieron a la segunda rueda.
n/a :No pasaron la prueba de admisión

## Ficha técnica 2017
| Directores responsables - Álvaro Recoba - Antonio Pacheco - Rafael Perrone Arreglos corales - Pitufo Lombardo Textos - Marcel Keroglian - Pablo "Pinocho" Routin - Martin Sacco Puesta en escena - Pablo "Pinocho" Routin Maquillaje - Rosario Viñoly Vestuario - Paula Villalba | Director escénico - Pitufo Lombardo Integrantes - Gonzalo Inbert - Martin Sacco - Martin Grandal - Pablo "Pinocho" Routin - Nico Grandal - Álvaro Denino - Matías Bravo - Marcel Keoroglian - Agustín Amuedo - Mario Jolochín - Martín Melgarejo - Pablo Cubiella - Marcelo Pallarés Batería - Ronald Arismendi - Matías Guastavino - Pablo Iribarne |